# Dawn Hampton

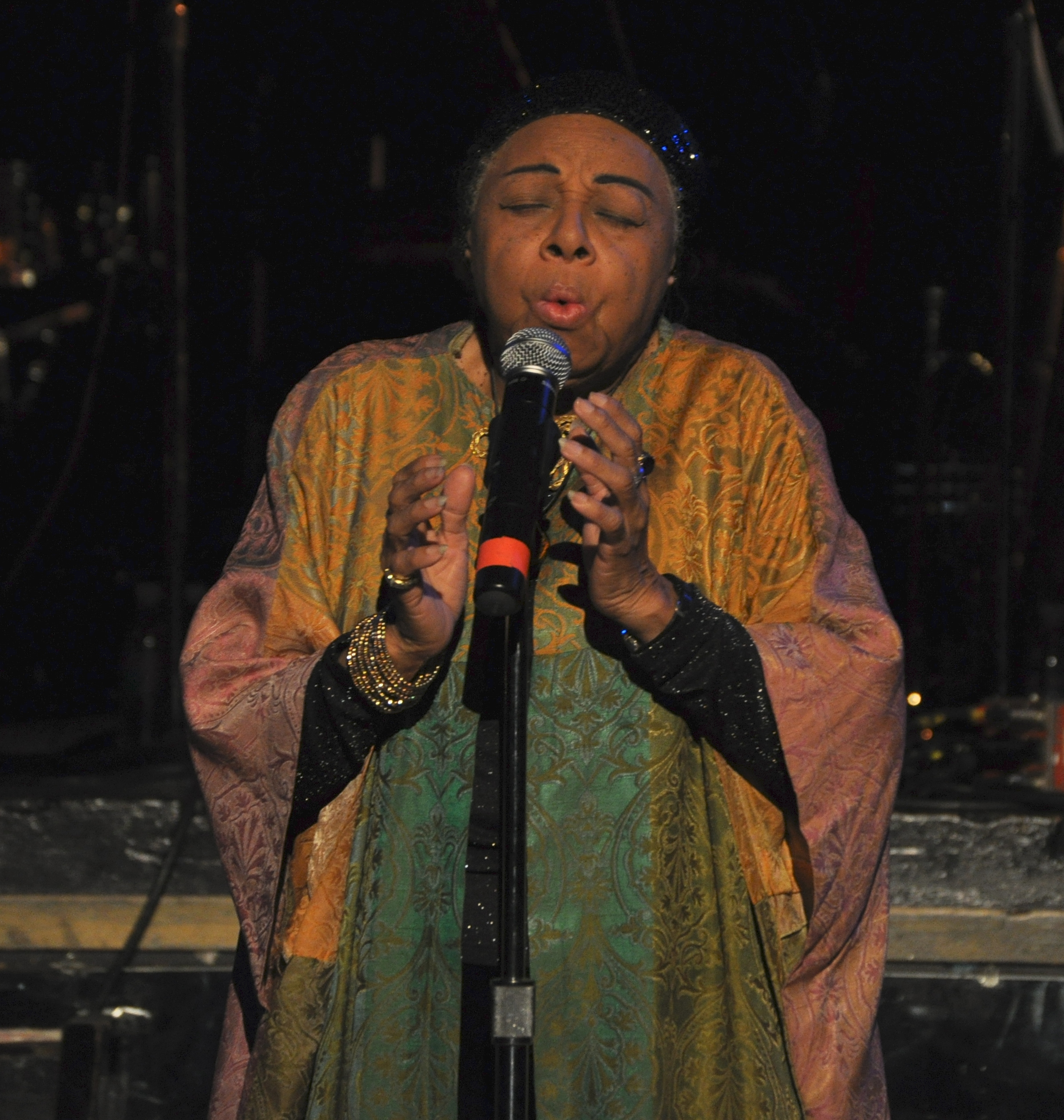
Dawn Hampton pfeifend

Dawn Hampton (* 1928 in Middletown, Ohio; † 25. September 2016) war eine amerikanische Cabaret- und Jazzsängerin, Saxophonistin, Tänzerin und Songwriterin.

## Leben
Dawn Hampton entstammte der musikalischen Hampton Familie und stand schon von Kindheit an auf der Bühne. Ihr Vater Clark Deacon Hampton, Sr. leitete eine Familienband mit seinen zwölf Kindern; das jüngste war der Posaunist Slide Hampton (1932–2021). Zur Zeit ihrer frühen Kindheit verließ die Familie Hampton Dawns Geburtsstadt, zog als „Deacon Hampton and the Cotton Pickers“ durchs Land und trat mit Ragtime, Blues, Dixieland und Polka-Nummern auf. Dawns Familie ließ sich dann 1938 in Indianapolis nieder, wo die Kinder an der McArthur School of Music eine musikalische Ausbildung erhielten.
Während des Zweiten Weltkriegs gründete Dawn und ihre älteren Schwestern Carmalita († 1987), Aletra (1915–2007) und Virtue (1922–2007) die kurzlebige Formation The Hamptonians.  Nach Kriegsende spielte sie in der Jazzband ihres Bruders Clark „Duke“ Hampton Alt- und Tenorsaxophon. Diese Band spielte vorwiegend im Mittleren Westen und im Süden der USA; 1950 trat sie auch in der New Yorker Carnegie Hall, im Apollo Theater und im Savoy Ballroom auf; ansonsten spielte sie als Hausband im Cotton Club von Cincinnati. Ab Mitte der 1950er Jahre trat sie mit ihren Schwestern als The Hampton Sisters auf.
1958 zog Hampton nach New York City, um dort eine Karriere als Cabaret-Sängerin und Songwriterin zu beginnen. Schon bald nach ihrer Ankunft wirkte sie an der Off-Broadway-Produktion Greenwich Village, U.S.A. mit, die ein Jahr lang in dem Musiktheater Bon Soir gespielt wurde. Es erschien auch ein Album mit Musik aus dem Stück, das Songs mit Dawn Hampton enthielt.
Anfang der 1960er Jahre hatte Hampton längeres Engagement als Sängerin im Nachtclub Lions Den. Obwohl ein Schaden an ihren Stimmbändern 1964 ihre weitere Gesangskarriere zunächst gefährdete, trat sie noch weitere 20 Jahre als Cabaretsängerin in New York auf, allerdings mit eingeschränkten Stimmvolumen, arbeitete aber auch vermehrt als Songwriterin. So schrieb sie u. a. ihren Erkennungssong Life Is What You Make It. 1972 hatte sie einen gemeinsamen Auftritt mit Bette Midler, Cab Calloway und Barry Manilow. Mit Mark Nadler schrieb sie 1989 Red Light, eine Opera in Honky-tonk, die mit dem MAC Award der Cabarat-Vereinigung ausgezeichnet wurde. 1992 trat sie mit Frankie Manning als Tänzerin in Spike Lees Film Malcolm X auf. Sie arbeitete u. a. mit der schwedischen Tanzkompanie Hot Shots sowie mit der Herräng Dance Camp in New York, die sich insbesondere dem Tanz Lindy Hop widmet, und hielt zahlreiche Workshops inner- und außerhalb der Vereinigten Staaten ab, so 2001 in England.
Zu Ehren ihres 80. Geburtstags wurde von der Kompanie Dance Manhattan eine Gala veranstaltet, auf der sie pfeifend und tanzend auftrat.

## Preise und Auszeichnungen
Hampton erhielt den Lifetime Achievement in Cabaret Award. 1988 wurde sie für den Distinguished Achievement Director and Composer Award der Manhattan Association of Cabarets nominiert.